# الجمعة العظيمة
الجمعة العظيمة وتعرف بعدة أسماء أخرى منها جمعة الآلام أو جُمُعَةُ الصَّلَبُوتِ أو الجمعة الحزينة هو يوم احتفال ديني بارز في المسيحية وعطلة رسمية في معظم دول العالم، يتم من خلاله استذكار صلب يسوع وموته في الجلجثة ودفنه، وتعتبر جزءًا من الاحتفالات بعيد القيامة وتكون في يوم الجمعة السابقة له، وتتزامن في التوقيت الغربي مع الاحتفال بعيد الفصح اليهودي. من الأسماء الأخرى التي تعرف بها هذه المناسبة هي الجمعة السوداء والجمعة الجيدة والجمعة المقدسة والجمعة الحزينة وجمعة عيد الفصح.
الأساس الاحتفالي لهذه المناسبة يرجع إلى الأناجيل إذ واستنادًا إلى يوحنا 42:19، فإن صلب يسوع تم على الأرجح يوم الجمعة، وقد فصلّت الأناجيل أخبار وتفاصيل القبض على يسوع ومحاكمته وتعذيبه وصلبه ومن ثم موته ودفنه التي تستذكر في هذا اليوم. الأرجح أن الجمعة العظيمة كحدث تاريخي حدث في 3 أبريل 33م استنادًا إلى فصح اليهود - الذي صلب فيه يسوع حسب الإنجيل - من جهة، وحادثة إظلام السماء التي أشار إليها الإنجيل أيضًا من جهة ثانية ومجموعة أبحاث ودراسات متعددة أجريت في هذا الصدد. وتعتبر المناسبة يوم صوم إلزامي للمسيحيين، واللون التقليدي للإشارة إليها هو الأسود أو الأرجواني في التقليد السرياني والقبطي أو الأحمر في التقليد اللاتيني الروماني.

## الأصول الكتابية

### الرموز في العهد القديم
هناك عدد من الأحداث الكتابية الواردة في العهد القديم والتي وجدها المسيحيون وآباء الكنيسة منذ الأجيال الأولى للمسيحية «صورة مسبقة عن مأساة الجمعة العظيمة»؛ يشمل ذلك بوجه الخصوص تضحية إبراهيم بابنه اسحق واستبدال الأضحية البشرية بالكبش؛ أما رواية الطوفان التي جددت فيها عن طرق نوح البشرية كلها، فهي بدورها خلفية للتجديد الذي سيجريه المسيح بموته وقيامته، وطقوس عيد الفصح اليهودي الواردة في توراة موسى لاسيّما ذبح الحمل «الكامل الذي لا عيب فيه» في سفر الخروج 12، هي صورة مسبقة للتكفير عن الإثم الذي تممه المسيح في سر الفداء، بل إن الفصح اليهودي القائم على الانتقال من العبودية إلى الحرية تممه المسيح روحيًا بموته وقيامته. وقد أشاد سفر الرؤيا بالمسيح بوصفه «حمل الله» مستلهمًا من موسى وتوراته، ونوقشت القضية في مواضع أخرى من العهد الجديد ومنها الرسالة إلى أهل غلاطية والرسالة إلى العبرانيين.

### رواية الإنجيل

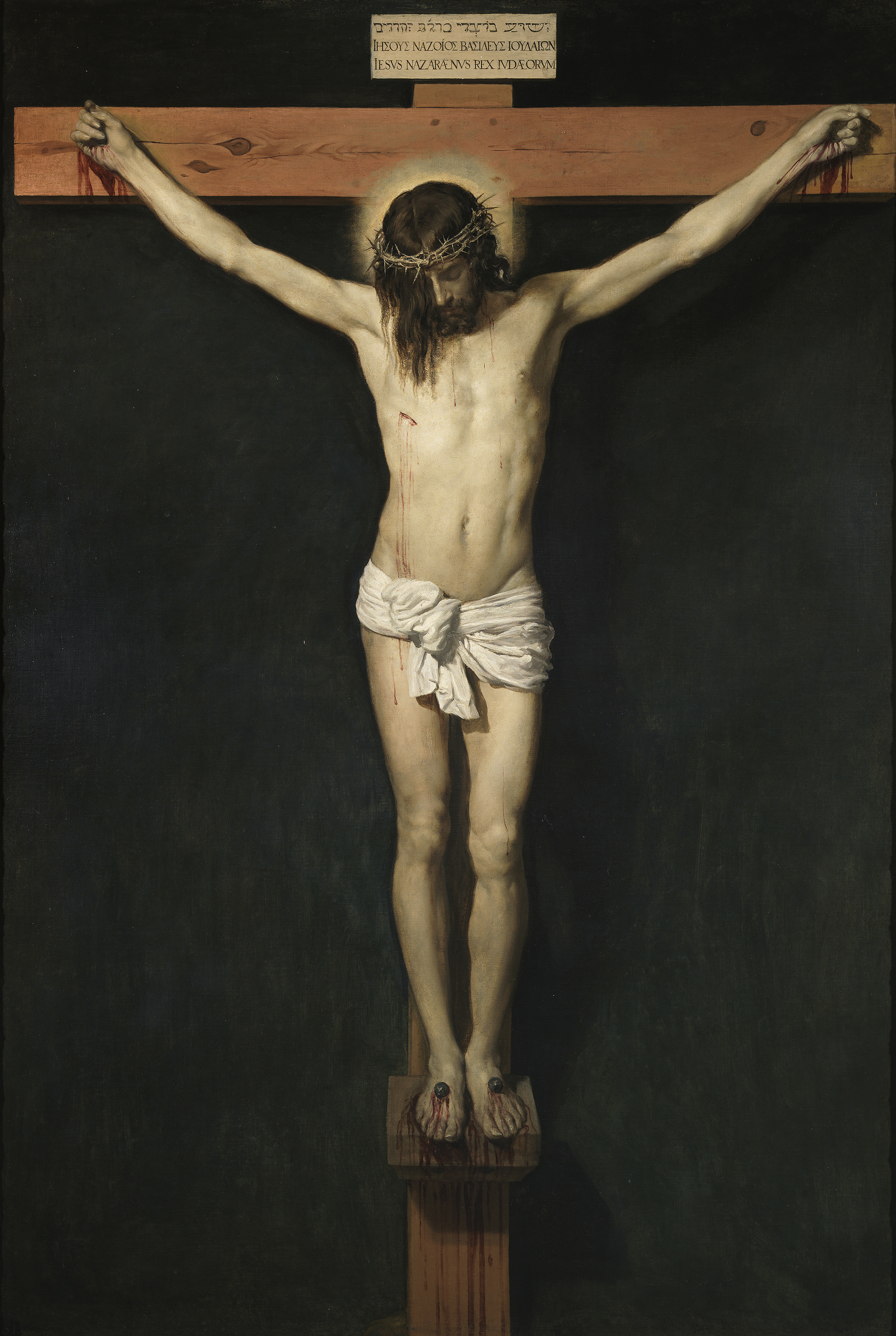
أيقونة «موت المسيح»، ويشير الشعر المنسدل على نصف وجه يسوع، إلى طبيعته الإلهية التي لم تتأثر بالموت حسب العقائد المسيحية. بريشة فيلزاكيز 1603.

كانت شعبية يسوع المتزايدة تثير قلق أحبار اليهود الذين خلصوا إلى نتيجة مفادها وجوب موته خوفًا من ثورة سياسية ضد الحكم الروماني تفضي إلى تدمير الحكم الذاتي الذي يتمتع به المجتمع اليهودي؛ حسب الإنجيل فقد أخذ يهوذا الإسخريوطي أحد التلاميذ الاثني عشر مبلغًا من السنهدريم استعداداً لتسليمه، وفي يوم الخميس بعد عشاء الفصح التقليدي الذي أقامه يسوع مع التلاميذ وبينما كان يصلي في بستان جثيماني تقدم الإسخريوطي مع حشد من الجند الرومان وألقوا القبض عليه. سيق يسوع في المساء إلى منزل حنّانيا رئيس الكهنة ثم إلى منزل قيافا رئيس الكهنة الحالي وهناك حكم عليه بالموت بتهمة التجديف بعد أن قال بأنه المسيح. تذكر الأناجيل أن يسوع قد ضرب وأهين ولفق عليه شهود الزور وأنه حسب الشريعة اليهودية تعتبر محاكمته غير شرعية. بكل الأحوال، في اليوم التالي، عقد السنهدريم اجتماعًا رسميًا بكامل أعضاءه وأقر عقوبة الموت التي حصرها القانون بين الحاكم الروماني، ولذلك سيق يسوع إلى بيلاطس البنطي المتواجد في القدس للإشراف على الأمن في عيد الفصح.
استجوب بيلاطس يسوع مرتين وأرسله إلى هيرودوس أنتيباس حاكم الجليل، وعبّر صراحة أنه لا يجد فيه ذنبًا سيّما أن الأحبار اتهموا يسوع بالثورة على الحكم على بالتجديف كما أدانوه، لكون التجديف عقوبة لا يلحظها القانون الروماني. جلد بيلاطس يسوع وخيّر الجمع بينه وبين باراباس، ومن ثم وتحت ضغط الأحبار سلّمه ليصلب. خرج يسوع حاملاً صليبه من دار الولاية إلى تل الجلجثة، ولم يستطع أن يكمل الطريق بسبب الآلام التي ذاقها نتيجة الجلد بالسوط الثلاثي وما استتبع ذلك من إهانات وتعذيب من قبل الجند الرومان كوضع تاج من شوك على رأسه، فسخّر له سمعان القيرواني لمساعدته على حمل الصليب.
في الجلجلة صلب يسوع مع لصين ورفض أن يشرب خل ممزوج بمر لتخفيف من الآلام التي يعانيها في حين وضعت فوقه لافتة تتهمه بوصفه «ملك اليهود»، استمرّ نزاع يسوع على الصليب ثلاث ساعات، تفصّل الأناجيل أحداثها كالحديث مع اللصين المصلوبين معه وحواره مع أمه ويوحنا الإنجيلي واستهزاء المارة به واقتسام الجند لثيابه، وأخيرًا مات يسوع، وتزامن موته بحوادث خارقة في الطبيعة إذ أظلمت الشمس وانشق حجاب الهيكل كما أعلن قائد المئة إيمانه به. قبل بداية مساء الجمعة وهو بداية سبت اليهود، أنزل يسوع عن الصليب بناءً على طلب يوسف الرامي ودفن في قبر جديد في بستان الزيتون وكانت بعض النسوة اللواتي تبعنه حتى الصليب ينظرن موقع دفنه أيضًا ليكنّ فجر الأحد أولى المبشرات بقيامته حسب رواية العهد الجديد.

## طقوس المناسبة

### الصوم

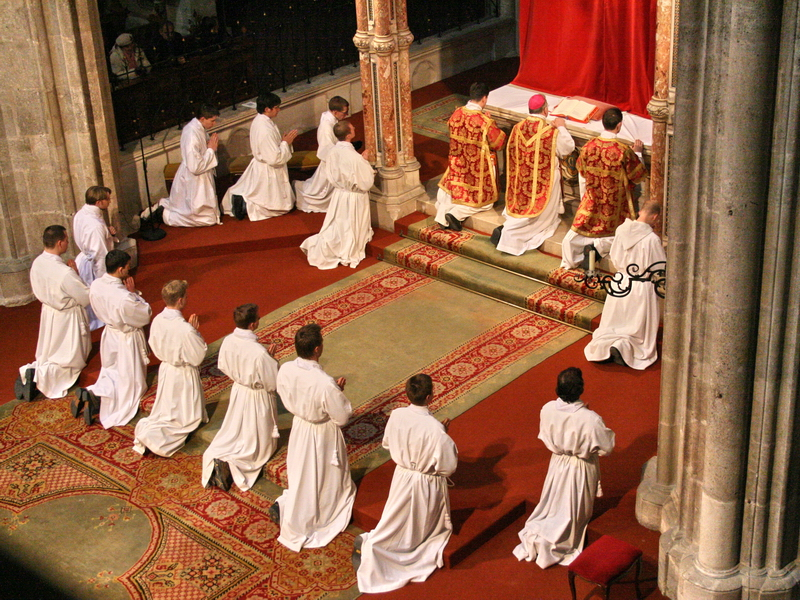
جانب من الرتبة في الكنيسة الرومانية الكاثوليكية.

تعتبر جمعة الآلام يوم صيام إلزامي في مختلف الطوائف والكنائس المسيحية، يتم الانقطاع فيها عن الطعام والشراب في الكنيسة الكاثوليكية من منتصف ليل الخميس وحتى ظهر يوم الجمعة أو حتى السادسة من مساء الجمعة كما في الكنيسة القبطية والبيزنطية، وتكون الوجبات اللاحقة نباتيّة وغير مطبوخة وغير محلاة. في بعض البلدان ترتبط الجمعة العظيمة بمأكولات معينة، في سوريا ولبنان يعد طبق يدعى «الحر والمر» لمناسبة الجمعة العظيمة، وهو عبارة عن سلطة خضار يضاف إليها زيتون إضفاءً لنكهة من المرارة تيمنًا بالمسيح الذي ذاق المر على صليبه وفق رواية العهد الجديد، في مصر يتم الإفطار بتناول الفول فقط وبدون زيت مع رشفه من حامض الخل.

### القراءات
كغيرها من الاحتفالات الليتورجية والطقوس المسيحية فإن رتبة الجمعة العظيمة حسب مختلف الليبتورجيات والثقافات في العالم المسيحي، تحوي عددًا من القراءات المبوبة في ثلاث حلقات، كتابات الأنبياء السابقة للمسيح أولاً، والمزامير ثانيًا، وأما ثالثًا فهناك قراءات العهد الجديد التي تحوي الإنجيل. القراءات لا تقام جميعها في الرتبة الأساسية يوم الجمعة، وإن ارتبطت به عضويًا، حتى لو تليت في ليل الخميس، أي كمثال في الطقس البيزنطي تتلى «أناجيل الآلام» موزعة على اثني عشر قراءة بعد غروب شمس الخميس، والترتيب مختلف في طقوس أخرى.
- كتابات الأنبياء: من كتابات الأنبياء يكون النص الأول من أشعياء 53، والذي يشير إلى «القادم الذي سيأتي» وما يواجهه من آلام، واعتبره بعض اللاهوتيين «أصرح النصوص وأعمقها في شرح سر الفداء».[17] النص الثاني هو من دانيال 7، 9، والذي استشهد ببعضه المسيح خلال المحاكمة، يشير دانيال النبي إلى ابن الإنسان الذي «قرّب أمام الله فأعطي سلطًا ومجدًا وملكوتًا»، ويتابع في الفصل التاسع ليشير إلى «تكميل المعصية، وتتميم الخطايا، وكفارة الإثم، وختم الرؤيا والنبوة، ومسح قدوس القدوسين»؛ وبالتالي يرتبط عضويًا بالموضوع الأساسي للغفران والتوبة التي منحها الله بشكل نهائي بموت ابنه وقيامته، ومن ثم كمال اعتلانه للبشر بأنّ ختمت الرؤيا والنبوة، ومسح قدوس القدوسين أي المسيح، حسب النص.[18] النص الثالث من زكريا 11، 12، والذي يرتبط بيوم جمعة الآلام من حيث كونه نبؤة تتعلق بالخيانة والموت الذي يتعرض له «الممسوح الذي سيأتي»؛ في الجزء الثاني من النص الإشارة إلى أنهم «ينظرون إلى الذي طعنوه، وينوحون عليه كنائح على وحيد له، ويكونون في مرارة كم هو في مرارة على بكره»، ما يتفق مع الحوادث التي ذكرت لاحقًا في إنجيل يوحنا.[19] النص الرابع الذي تضيفه بعد الليتورجيات هو أشعياء 40، لإفادته التعزية: «طيبوا قلب أورشليم، ونادوها بأنّ جهادها قد اكتمل، وأن إثمها قد أعفي عنه».
- المزامير: القراءات من سفر المزامير الأكثر ارتباطًا بيوم الجمعة العظيمة هي المزمور 3، ويقرأ في بعض الليتورجيات الشرقية، لارتباطه بالتوبة وطلب المعونة. أما المزمور 22، يعتبر من أشهر مزامير «المسيح المتألم»، وقد استعمال المسيح إحدى آياته: «إلهي إلهي، لماذا تركتني؟»، وهو على الصليب؛ وقد اعتبره بعض دراسي الكتاب المقدس بأنه «يقودنا إلى المكان المدعو جلجثة ويبسط حادثة موت المسيح بشكل واضح».[20] أخيرًا فإنّ المزمور 118، يقرأ في الإشارة إلى «الحجر الذي رفضه البناؤون، قد صار رأس الزاوية»، ويحوي عدة إشارات مسيّانية أخرى.[21]

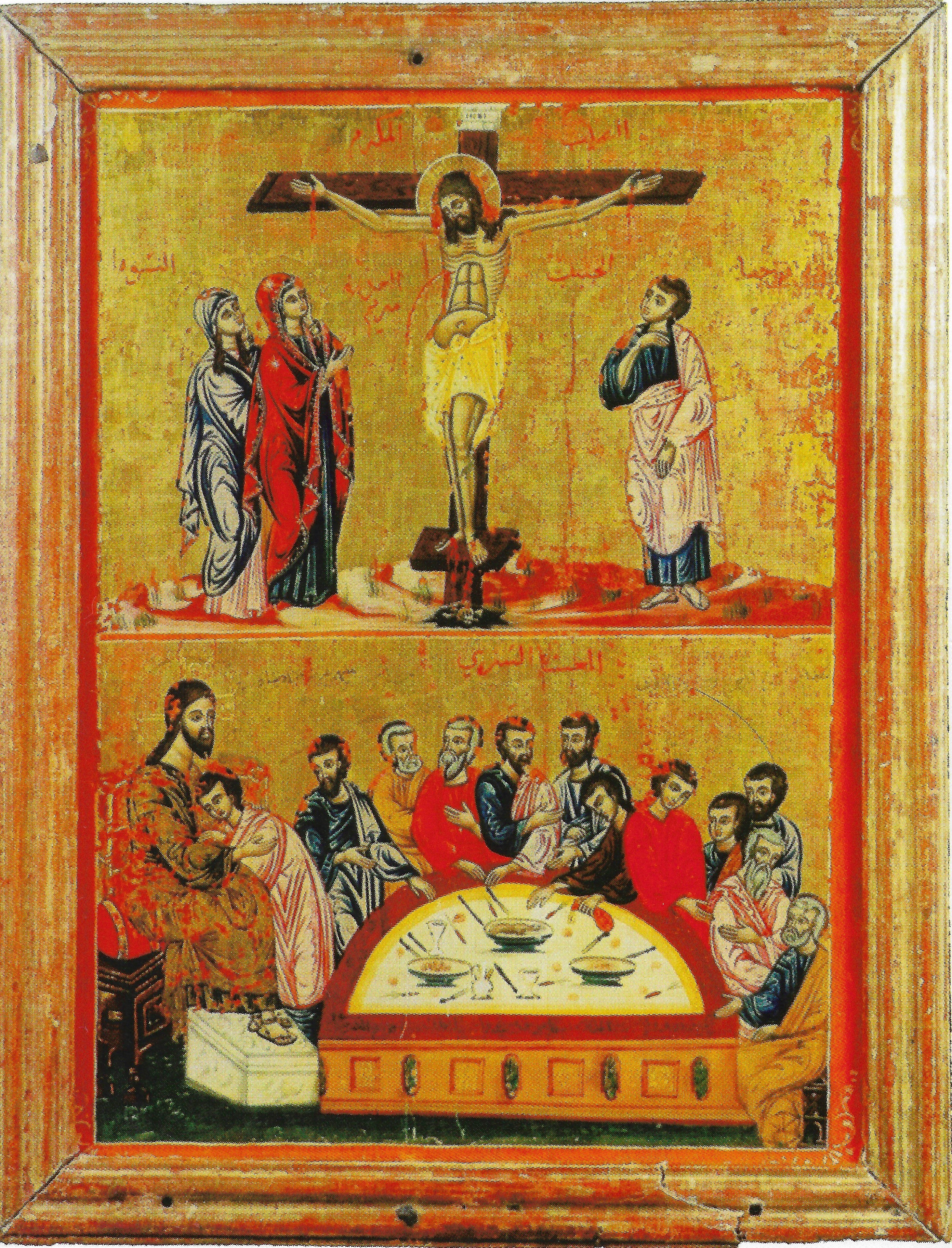
أيقونتي الصلب والعشاء الأخير من في دير مار سركيس وباخوس في معلولا.

- العهد الجديد: نصوص العهد الجديد تقسم إلى الرسالة إلى أهل غلاطية 2، 3؛ وأيضًا الرسالة إلى العبرانيين 4: 14 - 5: 9، وفي النصّين يناقش القديس بولس قضية الفداء وكفارة الإثم. أما أناجيل الآلام هي متى 26، 27 ومرقس 14، 15 ولوقا 22، 23 وأخيرًا يوحنا 18، 19؛ في الطقس البيزنطي وكذلك الطقس الأرمني توزع النصوص على اثني عشر قراءة في خدمة خاصة معروفة باسم «أناجيل الآلام المقدسة» تتم مساء الجمعة العظيمة أي في ليل الخميس، أما يوم الجمعة فيقرأ النصّ مما بعد إنزال المسيح من على الصليب من إنجيل لوقا؛ في الطقس السرياني تقرأ النصوص في أربع قراءات ظهر الجمعة العظيمة؛ أما في الطقس الروماني فيقرأ عادة النص من إنجيل يوحنا، ومما بعد الإنزال من إنجيل لوقا في قرائتين.

### القداس

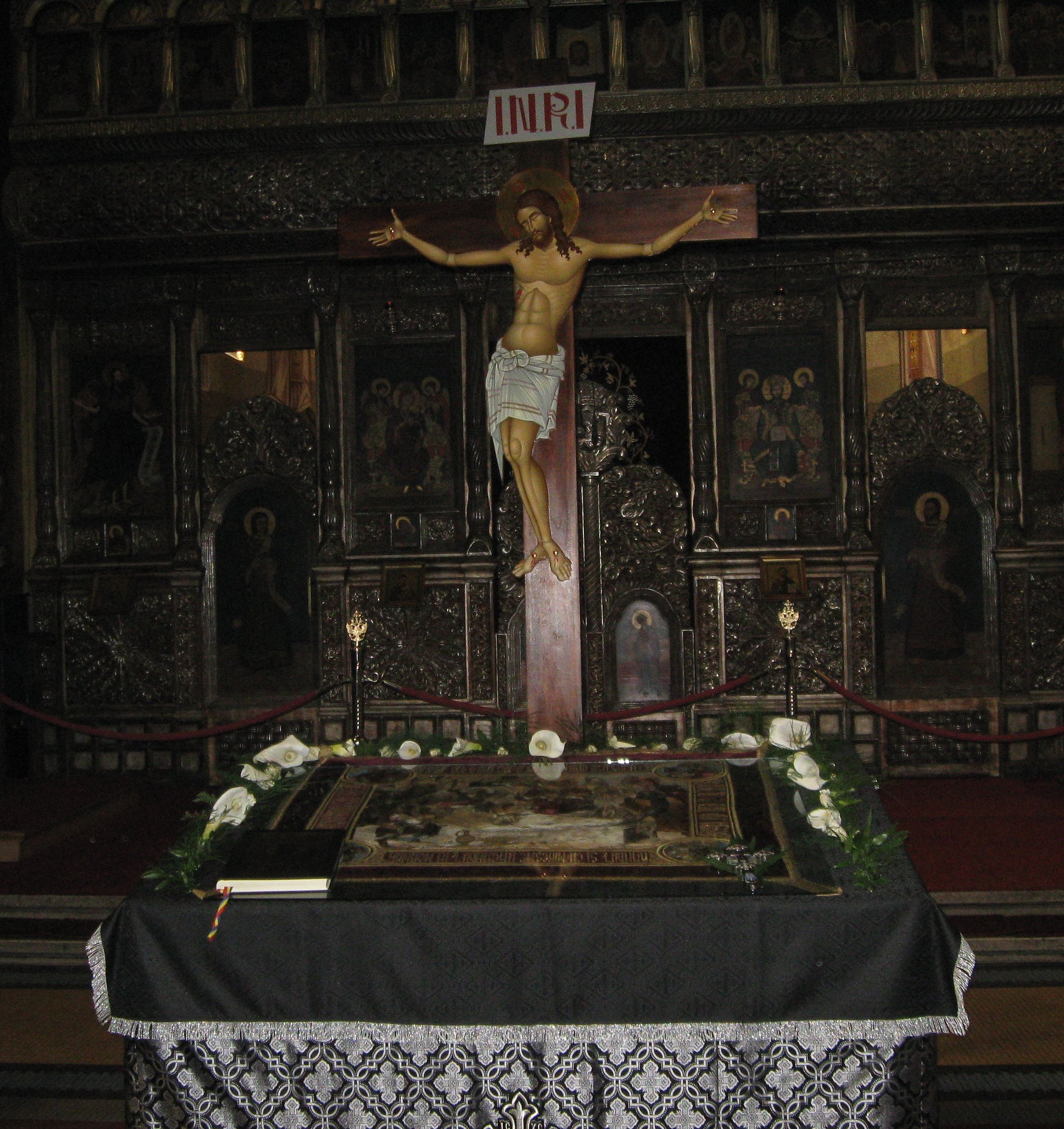
جانب من الرتبة في أثيوبيا.

خلافًا لجميع أيام السنة الأخرى، فإنّ القدّاس المحتفل به يوم الجمعة العظيمة هو قداس خاص يطلق عليه اسم «القدّاس السابق التقديس» أو «رتبة رسم الكأس»، بعض الليتورجيات مثل البيزنطية والقبطية لا تتلو قداسًا يوم الجمعة العظيمة. يوم الجمعة العظيمة في الليتورجيات التي تتلو القدّاس كالرومانيّة والسريانيّة، لا تستخدم ألفاظ احتفالية مثل «السلام لجميعكم» أو «هللويا»، ولا يتم تقديس الخبز أو إنشاد نشيد التقديس، ولكون الجسد - أي الخبز ما بعد التقديس - مائتًا لا يتلى على الخبز أي نوع من كلام التكريس، بل يكون عنصرًا غائبًا، ويستعاض عنه برتبة بسيطة لتكريس الدم - أي الروح، المشار إليها بالخمر الممزوجة بالماء ما بعد التكريس - ومن ثم يتم التناول من الكأس فحسب. في الطقس الروماني والسرياني وكذلك البيظنطي والأرمني، إن كان قد زاد من قدّاس خميس الأسرار قطعًا من القربان المكرّس من اليوم السابق يتم تناولها وهو معنى «السابق التقديس»، أما في حال عدم وجود قربان مكرّس من اليوم السابق يكتفى بالمناولة من الأكس. بكل الأحوال، فإنه في إعقاب القدّاس المذكور يجب أن تفرغ الكنائس من القربان سواءً بشكل الخبز أو بشكل الخمر، وبالتالي ففي الكنائس الطقسية تكون ليلة الجمعة العظيمة هي الليلة الوحيدة ونهار سبت النور هو النهار الوحيد، الذي لا تحوي فيه هذه الكنائس قربانًا.
يفسّح القانون الكنسي في الحالات الخاصة، سامحًا بالتقديس في يوم الجمعة العظيمة كما في نهار سبت النور، على سبيل المثال حالة احتضار أحد أبناء الرعية، ويضع القانون الكنسي ضوابط خاصة تتعلق بعدم أن يكون التقديس جمهوريًا. وإن وقع نهار الجمعة العظيمة مع عيد آخر - في بعض السنوات تقع الجمعة العظيمة مع عيد البشارة على وجه الخصوص - فإن القانون الكنسي يجعل من الوصية السلبية أقوى من حيث الإلزام من الوصية الإيجابية، ولذلك ينقل التذكار بشكل مباشر إلى الأحد الأول بعد أحد القيامة أو لموعد آخر يحدد من قبل الأسقف أو السلطة الكنسية المختصة. هناك اختلافات تلاحظ في بنية الكنيسة نفسها يوم الجمعة العظيمة عن سائر الأيام، فمثلاً ينزع غطاء المذبح وتزال الأواني والزهور وتطفئ الشموع - ليس في كل الليتورجيات - والأنوار وسائر العلامات الاحتفالية، كما يترك بيت القربان فارغًا وغير مضاء؛ في بعض الليتورجيات الأخرى مثل الطقس البيزنطي تكفّن المائدة أي تغطى بكتّان أبيض، وفي الطقس القبطي تغطى الأيقونات بوشاح أسود. بكل الأحوال، فإن ألوان المناسبة تختلف باختلاف الثقافات المتنوعة في العالم المسيحي، على سبيل المثال في الطقسين الروماني والبيزنطي اللون هو الأحمر القاني، أما في الطقسين السرياني والقبطي اللون هو الأسود.

### صلوات الساعات
صلاة الساعات هي سبع صلوات في اليوم مشتقة من المزمور 119: 164 والذي يذكر أن إسرائيل قد سبّح سبع مرّات في اليوم إلهه؛ تدعى صلوات الساعات أيضًا بصلوات الفرض لأنها مفروضة على الرهبان دون سواهم، ومع ذلك، يمكن للمسيحيين الاشتراك فيها في الحالة الجمهورية. يوم الجمعة العظيمة تكون صلوات الساعات متوزعة حول أحداث صلب المسيح وفق الترتيب التالي في الطقس القبطي، باكر، الثالثة، السادسة، التاسعة، الحادية عشر، الثانية عشر. تقابل مثلاً صلاة باكر إدانة المسيح في السنهدريم بالموت، أما صلاة الثالثة تختص بالمحاكمة أمام بيلاطس البنطي، وصلاة السادسة بطريق الآلام أما التاسعة فهي ساعة موت المسيح والثانية عشر هي دفنه.

### درب الصليب

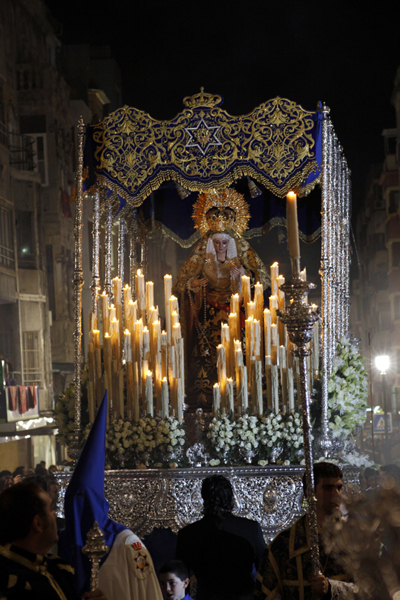
جانب من مسيرة الجمعة العظيمة في إشبيلية.

في الكنيسة الكاثوليكية وعند انتصاف النهار عادة، يتم الاحتفال برتبة درب الصليب وهي استذكار لأربعة عشر مرحلة قضاها يسوع تبدأ من محاكمته وصولاً إلى دفنه، وتلحق في كل مرحلة تأملات وترانيم خاصة. رتبة درب الصليب تقام أيضًا في يوم الجمع خلال فترة الصوم إلزاميًا واختياريًا في أيام الجمعة خارج زمني الميلاد والقيامة.

## العادات الاجتماعية
إن هناك سلسلة عادات اجتماعية تختلف بين البلدان في إحياء الجمعة العظيمة، في سوريا ولبنان ترتدي النساء ثياب سوداء علامة الحداد في حين تبثّ مكبرات الصوت ترانيم المناسبة مثل «اليوم علّق على خشبة» و«أنا الأمّ الحزينة»، في الفيليبين تغلق أغلب المحال التجارية وتتوقف المبادلات التجارية والحفلات في هذا اليوم، في حين يقوم البعض من الشبّان كما في دول أمريكا الجنوبية والدول الكاثوليكية تمثيلاً حيًا لدرب الآلام، في إسبانيا تُقام مسيرات الجمعة العظيمة في كافة أنحاء المملكة وأبرزها المسيرة التي تقام في مدينة إشبيلية. أما في القدس يتم الاحتفال بدرب الصليب بحسب مواقعه التقليدية في المدينة القديمة بدءًا من قلعة أنطونيا وحتى كنيسة القيامة. وتعرض برامج تلفازية حول حياة والآلام يسوع في كافة دول العالم المسيحي فضلًا عن ترانيم تتعلق بالمناسبة. في الدول ذات الثقافة البروتستانتية يؤكل كعك خاص في المناسبة فضلًا يتم إغلاق المحال التجاريّة خاصًة محال بيع الكحول ويتم إيقاف كافة البرامج الكوميديَّة في الإذاعة والتلفاز.
وكجزء ملحق من الصوم الكبير و«الأزمنة المحرمة» فلا يحلّ للمسيحين لزواج أو العماد خلال يوم الجمعة العظيمة كما لا تجوز المظاهر الاحتفالية، سابقًا وفي لبنان تحديدًا كان من العادات الركوع لمدة ثلاث ساعات تذكارًا للساعات الثلاث التي نازع فيها المسيح على الصليب غير أن مثل هذه العادات لم تظل فاعلة اليوم. تترافق المناسبة أيضًا بأمسيات موسيقية لجوقات تؤدي ترانيم الحداد.

## مواقع خارجية
- عن أسبوع الآلام وتاريخه وطقوسه - الأنبا تكلا.